# Messier 60
Messier 60 (M60) även känd som NGC 4649, är en elliptisk galax i stjärnbilden Jungfrun. Tillsammans med NGC 4647 bildar den ett par som kallas Arp 116. Messier 60 och den närliggande elliptiska galaxen Messier 59 upptäcktes 1779 av Johann Gottfried Koehler, som observerade en komet på samma del av himlen. Charles Messier lade till båda i sin katalog direkt efter upptäckten.

## Egenskaper
Detta är en elliptisk galax av typ E1.5, även om vissa källor klassar den som S0 - en linsgalax. En E2-klass anger en hoptryckning på 20 procent, vilket ger ett nästan runt utseende. Galaxens isofot är kantiga i formen, snarare än enkla ellipser. Förhållandet mellan massa och ljus är en nästan konstant 9,5 i V-bandet (visuella) i UBV-systemet. Galaxen har en effektiv radie på 128 bågsekunder (som sett på avståndet till jorden motsvarar ca 10 000 pc), med en uppskattad massa på ~ 1012 solmassor inom en trefaldig volym, varav nästan hälften är mörk materia. Massan som uppskattas från röntgenstrålning är (1,0 ± 0,1)×1012 solmassor.

### Supermassivt svart hål
I mitten av Messier 60 finns ett supermassivt svart hål (SMBH) på 4,5 ± 1,0 miljarder solmassor, en av de största som någonsin registrerats. Det är för närvarande inaktivt. Röntgenstrålning från galaxen visar en hålighet skapad av jetstrålar som avgivits av hålet under tidigare aktiva perioder, vilket motsvarar svaga radiolober. Den kraft som behövs för att generera dessa effekter är i storleksordningen (6–7)×1041 erg/s.

## Supernova
År 2004 observerades supernovan SN 2004W i Messier 60. Det var en supernova av typ 1a funnen 51,6 bågsekunder väster och 78,7 bågsekunder söder om galaxens kärna.

## Miljö
Messier 60 är den tredje ljusaste elliptiska jättegalaxen i Virgohopen av galaxer, och är den dominerande parten i en undergrupp av fyra galaxer, M60-gruppen, som är den närmaste kända isolerade kompakta gruppen galaxer. Den har flera satellitgalaxer, en av dem är den ultrakompakta dvärggalaxen M60-UCD1, som upptäcktes 2013. M60:s rörelse genom interhopmediet resulterar i borttagning av gas från galaxens yttre halo, bortom en radie av 12 000 pc.
NGC 4647 befinner sig ungefär 2,5 bågminuter från Messier 60 och de optiska skivorna i de två galaxerna överlappar varandra. Även om denna överlappning skulle tyda på att galaxerna interagerar, avslöjar fotografiska bilder av de två galaxerna inga bevis för inbördes gravitationspåverkan mellan dem, som skulle uppstå om de låg fysiskt nära varandra. Detta betyder att galaxerna ligger på olika avstånd och interagerar endast svagt, om alls. Studier med Hubbleteleskopet visat emellertid tecken på att en tidvatten- växelverkan just kan ha påbörjats.

## Bedömning av recessionshastighet och avstånd
Messier 60 var den snabbast rörliga galaxen som ingick i Edwin Hubbles referenser från 1929 om förhållandet mellan recessionhastighet och avstånd. Han använde ett värde av 1 090 km/s för recessionshastigheten, 1,8 procent mindre än det nyare värdet av omkring 1 110 km/s (baserat på en rödförskjutning av 0,003726). Men han uppskattade avståndet mellan denna galax och de tre nebulosorna i Virgohopen, som han inkluderade (Messier 85, 49 och 87), att vara bara två miljoner parsek, snarare än det idag accepterade värdet på ca 16 miljoner parsek. Dessa fel i avstånd ledde honom till att föreslå en Hubblekonstant på 500 km/s/Mpc, medan den nuvarande uppskattningen är ca 70 km/s/Mpc.

## Galleri

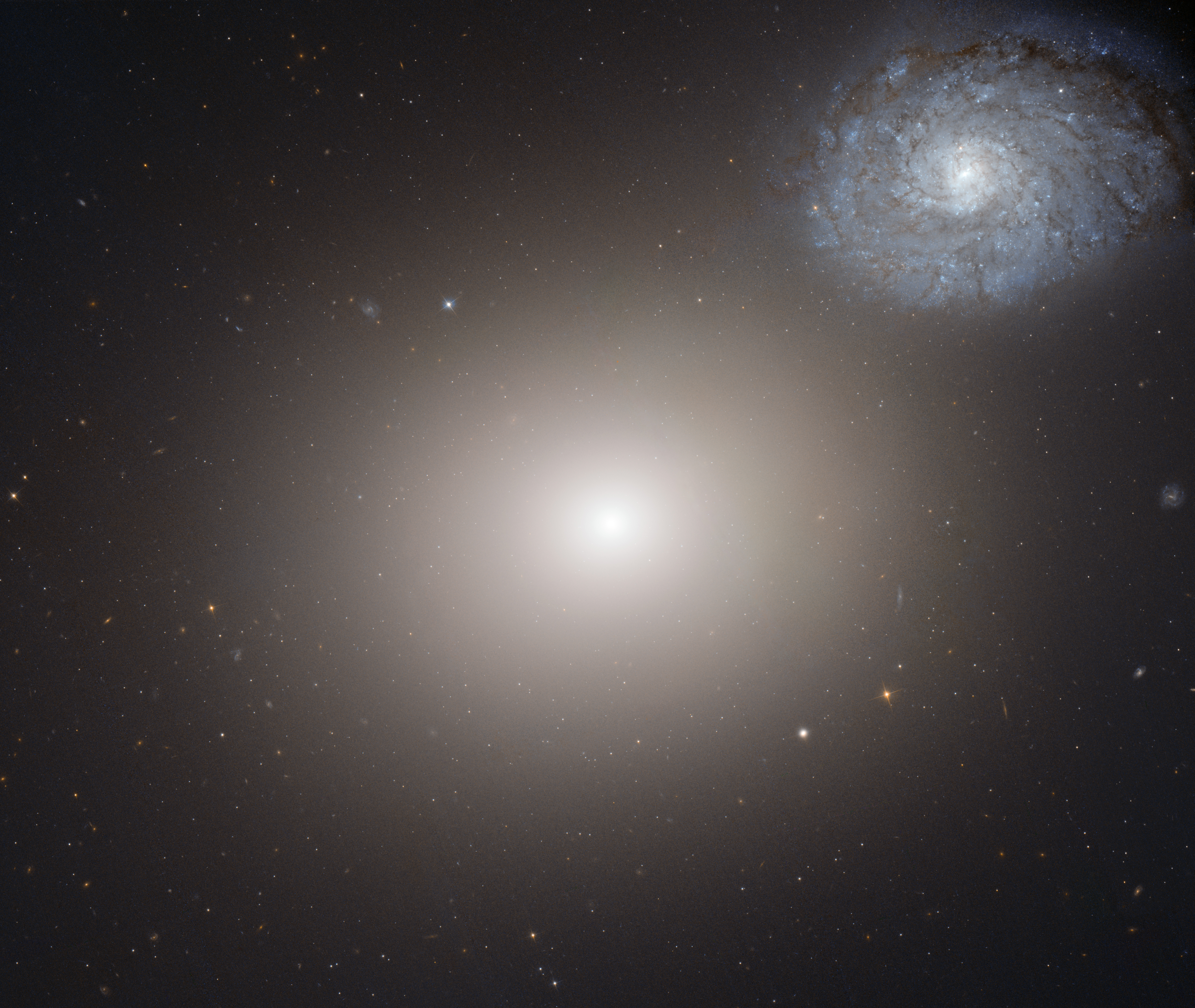
Arp 116 består av en elliptisk jättegalax känd som Messier 60, och en mycket mindre spiralgalax, NGC 4647.
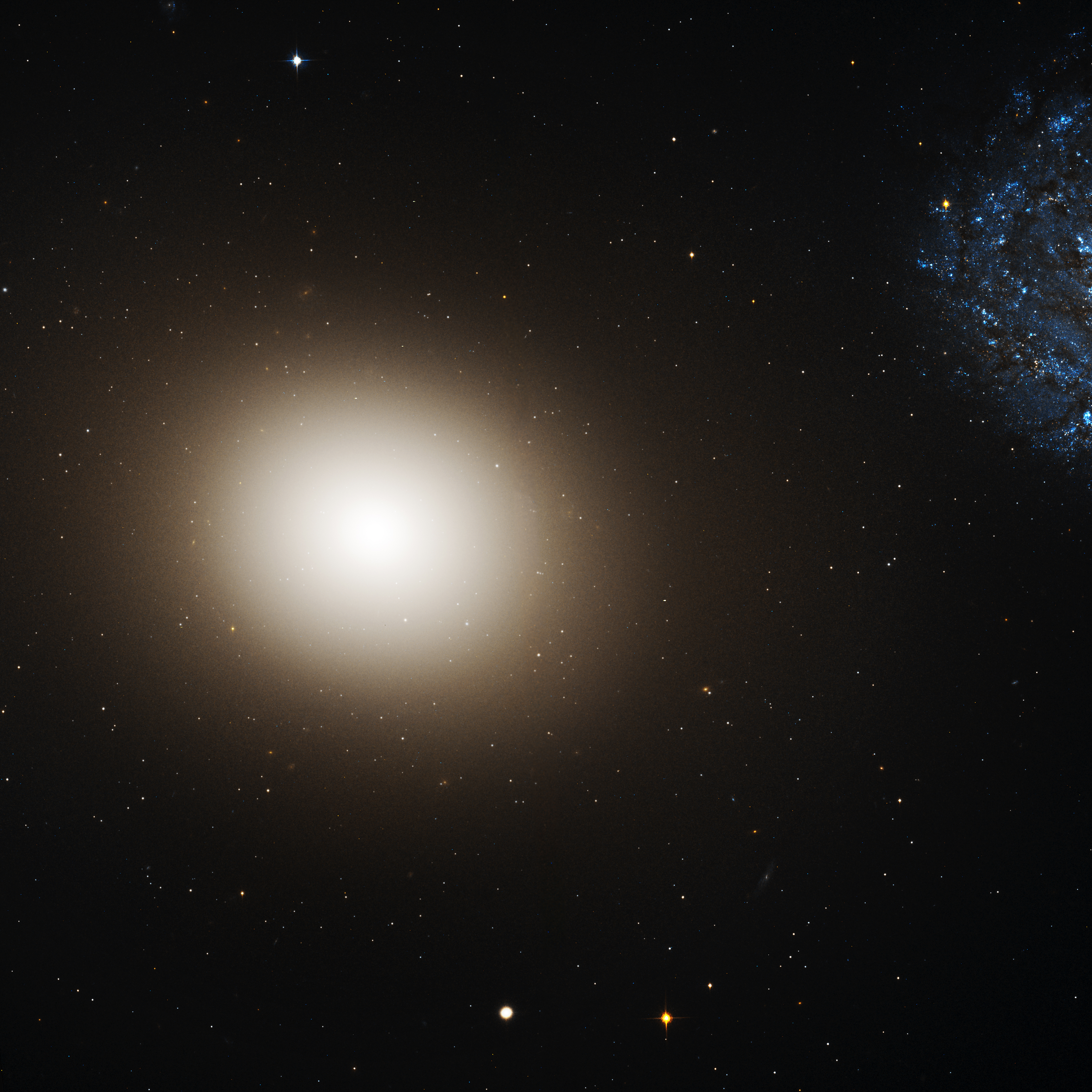
M60 och den omgivande regionen, med bland annat den ultrakompakta dvärggalaxen M60-UCD1 nära underkanten.
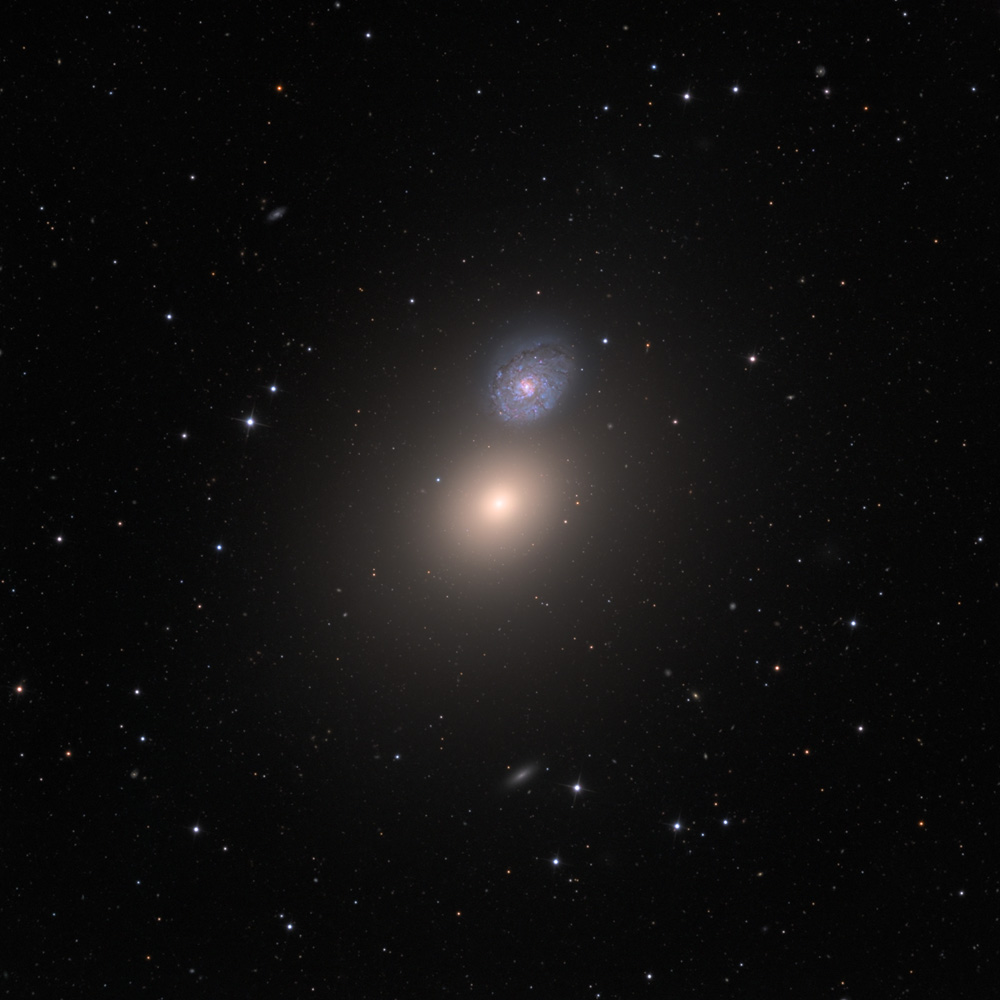
M60 och NGC 4647